# Mälarhöjden/Västertorp IK
Mälarhöjden/Västertorp IK var en ishockeyklubb från Stockholms södra delar. Klubben bildades 1969 genom en sammanslagning av Mälarhöjdens IK och Västertorps BK (nämns ibland som Västertorps BIK). Båda klubbarna hade flyttats ner från Division II och satsade nu gemensamt med hockeylegenden Roland Stoltz som tränare. Klubben togs sig upp i Division I till säsongen 1975/76, men slutade sist och flyttades ner bara för att återkomma till säsongen 1977/78. Inte heller denna gång kunde man hålla sig kvar utan flyttades ner till Division II. Laget återkom aldrig till Division I igen och 1988 gick man samman med HK Bredäng/Östberga till Mälarhöjden/Bredäng Hockey.